# Busenwurth
Busenwurth ist eine Gemeinde im Kreis Dithmarschen in Schleswig-Holstein.

## Geografie

### Lage
Das Gebiet der Gemeinde Busenwurth erstreckt sich von der Nordseeküste an der Meldorfer Bucht im Bereich des Dithmarscher Speicherkooges bis an den Rand der Heide-Itzehoer Geest im Osten zwischen den Städten Meldorf und Marne im Bereich der Landschaft des Naturraums Dithmarscher Marsch (Haupteinheit Nr. 684).

### Ortsteile
Die Gemeinde Busenwurth umfasst eine Mehrzahl benannter Ortsteile (behördlich als Wohnplätze bezeichnet). Neben dem für die Gemeinde namenstiftenden Dorf zählen auch die Häusergruppen Busenwurtherdeich, Hohensiel und Wolfenbüttel als weitere Siedlungsplätze zur Gemeinde.

### Nachbargemeinden
Nachbargemeinden sind im Uhrzeigersinn im Norden beginnend die Gemeinden Elpersbüttel, Gudendorf und Barlt.

## Geschichte
Busenwurth besteht aus zwei, etwa einen Kilometer voneinander entfernten Wurtendörfern. Ihr Alter haben archäologische Ausgrabungen dokumentiert. Süderbusenwurth entstand in der Mitte des 1. Jahrhunderts als eine Gruppe mehrerer Wohnstallhäuser auf einem Uferwall an einem Priel. Die Wurt wurde nach 150 erhöht und um das Jahr 200 verlassen. Eine Neubesiedlung der Wurt erfolgte im 12. Jahrhundert.
Norderbusenwurth ist jünger und reicht frühestens nur bis in die Mitte des 11. Jahrhunderts zurück. Ausgrabungen wiesen hier ein Gebäude aus dieser Zeit nach. Beide Wurten waren in den mittelalterlichen Seedeich der Dithmarscher Südermarsch einbezogen, der hier allerdings nicht mehr erhalten ist.
Am 1. April 1934 wurde die Kirchspielslandgemeinde Südermeldorf-Marsch aufgelöst. Alle ihre Dorfschaften, Dorfgemeinden und Bauerschaften wurden zu selbständigen Gemeinden/Landgemeinden, so auch Busenwurth.

## Politik

### Gemeindevertretung
Bei der Kommunalwahl am 14. Mai 2023 wurden insgesamt neun Sitze vergeben. Diese fielen alle an die Allgemeine Kommunale Wählervereinigung Busenwurth. Die Wahlbeteiligung betrug 55,6 %.

### Wappen
Blasonierung: „Über blauem Wellenschildfuß mit zwei silbernen Wellenfäden zwei abgeflachte grüne Hügel. Darüber in Silber ein roter Glockenturm mit schwarzer Glocke.“

## Verkehr
Durch das Gemeindegebiet von Busenwurth führt die Bundesstraße 5 (grob) in Süd-Nord-Richtung.